# Relations entre l'Autriche et l'Azerbaïdjan
Les relations diplomatiques entre l'Autriche et l'Azerbaïdjan établies en 1992 après la reconnaissance de l'indépendance de l'Azerbaïdjan par l'Autriche.

## Vue d’ensemble
L'Autriche a reconnu l'indépendance de l'Azerbaïdjan le 15 janvier 1992. Le 20 février 1992, des relations diplomatiques ont été établies entre l'Azerbaïdjan et l'Autriche. 
L’ambassade d’Azerbaïdjan en Autriche a été ouverte en septembre 1995. L’ambassade est également accréditée en Slovaquie et en Slovénie et remplit les fonctions de Mission permanente de la République d’Azerbaïdjan auprès de l’OSCE. Galib Israfilov a été nommé ambassadeur d'Azerbaïdjan en Autriche, en Slovaquie et en Slovénie en 2011 par le président Ilham Aliyev. Il est également représentant permanent de l'Azerbaïdjan auprès des organisations des Nations unies basées à Vienne et à l'OSCE.
L'Autriche a ouvert son ambassade à Bakou en juillet 2010. Alexandre Bayerl a été nommé ambassadeur en 2018.

## Visites de haut niveau
Le président de l'Azerbaïdjan, Ilham Aliyev, s'est rendu en Autriche en 2011. Ministres du Commerce (1997), Affaires intérieures (2000), Jeunesse et sport (2001), Justice (2004), Education (2004, 2010), Affaires étrangères (2005, 2010, 2012), la culture et le tourisme (2006, 2009) de l’Azerbaïdjan se sont rendus en Autriche, tandis que les ministres autrichiens des affaires étrangères (1999), les affaires intérieures (2003), la justice (2003), l’économie et le travail (2009), les affaires européennes et internationales (2011) ) a visité l’Azerbaïdjan.

## Relations interparlementaires
La coopération interparlementaire entre les deux pays est assurée par le groupe de travail sur les relations interparlementaires entre l'Azerbaïdjan et l'Autriche. Le 5 décembre 2000, Milli Majlis a créé le Groupe de travail sur les relations interparlementaires entre l'Azerbaïdjan et l'Autriche. Selon la décision de Milli Majlis du 4 mars 2016, Djavid Gourbanov est le responsable du groupe de travail sur les relations interparlementaires entre l'Azerbaïdjan et l'Autriche. Le groupe de travail du côté autrichien est dirigé par Carl Ollinger.

## Relations économiques
| Chiffre d'affaires entre l'Autriche et l'Azerbaïdjan |          |          |          |          |          |          |          |           |           |           |           |           |           |
| Année                                                | 2005     | 2006     | 2007     | 2008     | 2009     | 2010     | 2011     | 2012      | 2013      | 2014      | 2015      | 2016      | 2017      |
| Rotation                                             | 25,966.8 | 42,559.7 | 49,165.9 | 73,375.7 | 72,459.0 | 88,353.0 | 97,548.5 | 264,582.8 | 488,751.9 | 434,335.1 | 525,791.4 | 170,377.0 | 199,917.7 |
| Extrait de stat.gov.az                               |          |          |          |          |          |          |          |           |           |           |           |           |           |

## Relations culturelles

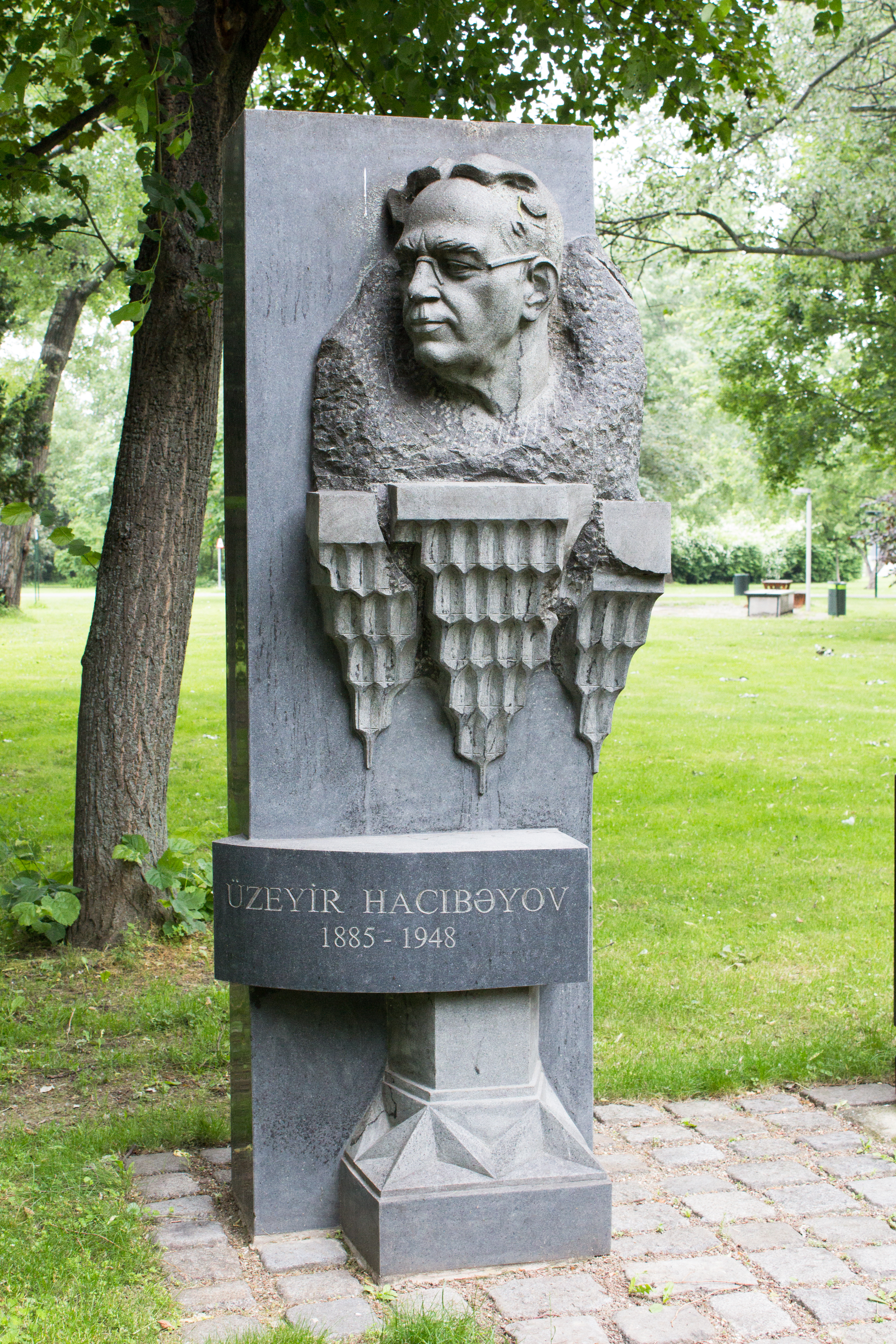
Buste d'Üzeyir Hacibeyov à Vienne.

Les sociétés d'amitié azerbaïdjanaises-autrichiennes implantées à Vienne, Graz, Salzbourg et Linz jouent un rôle important dans le développement des relations culturelles entre l'Autriche et l'Azerbaïdjan. Des journées de la culture azerbaïdjanaise ont été organisées en Autriche en 2002 et 2005. Un monument à la mémoire du grand compositeur azerbaïdjanais Uzeyir Hadjibeyov a été érigé à Vienne. La comédie musicale «Archin Mal Alan» d'Uzeyir Hadjibeyov a été mise en scène à l’Opéra de chambre de Vienne.